# Liste der Präsidenten der Türkei
Dies ist eine Liste der Präsidenten der Türkei seit der Staatsgründung.
| #             | # | Bild                  | Name                              | Amtsantritt       | Amtsaustritt      | Partei     |
| ------------- | - | --------------------- | --------------------------------- | ----------------- | ----------------- | ---------- |
| 1             |   | Mustafa Kemal Atatürk | Mustafa Kemal Atatürk (1881–1938) | 29. Oktober 1923  | 10. November 1938 | HF/CHF/CHP |
| 2             |   |                       | İsmet İnönü (1884–1973)           | 11. November 1938 | 22. Mai 1950      | CHP        |
| 3             |   | Celâl Bayar           | Celâl Bayar (1883–1986)           | 22. Mai 1950      | 27. Mai 1960      | DP         |
| Militärputsch |   |                       |                                   |                   |                   |            |
| 4             |   | Cemal Gürsel          | Cemal Gürsel (1895–1966)          | 27. Mai 1960      | 28. März 1966     | parteilos  |
| 5             |   | Cevdet Sunay          | Cevdet Sunay (1899–1982)          | 28. März 1966     | 28. März 1973     | parteilos  |
| 6             |   |                       | Fahri Korutürk (1903–1987)        | 6. April 1973     | 6. April 1980     | parteilos  |
| Militärputsch |   |                       |                                   |                   |                   |            |
| 7             |   | Kenan Evren           | Kenan Evren (1917–2015)           | 9. November 1982  | 9. November 1989  | parteilos  |
| 8             |   | Turgut Özal           | Turgut Özal (1927–1993)           | 9. November 1989  | 17. April 1993    | ANAP       |
| 9             |   | Süleyman Demirel      | Süleyman Demirel (1924–2015)      | 16. Mai 1993      | 16. Mai 2000      | DYP        |
| 10            |   | Ahmet Necdet Sezer    | Ahmet Necdet Sezer (* 1941)       | 16. Mai 2000      | 28. August 2007   | parteilos  |
| 11            |   | Abdullah Gül          | Abdullah Gül (* 1950)             | 28. August 2007   | 28. August 2014   | AK-Partei  |
| 12            |   | Recep Tayyip Erdoğan  | Recep Tayyip Erdoğan (* 1954)     | 28. August 2014   | amtierend         | AK-Partei  |